# Lövbergstjärnen, Värmland
Lövbergstjärnen är en sjö i Torsby kommun i Värmland och ingår i Göta älvs huvudavrinningsområde.